# دیبوروولا
دیبوروولا (انگلیسی: Dibburuwela) یک روستا در کشور سری‌لانکا است.